# Fujairah Club Stadium
Fujairah Club Stadium – wielofunkcyjny stadion w mieście Fudżajra, w Zjednoczonych Emiratach Arabskich. Pojemność stadionu wynosi 5000 widzów. Swoje spotkania rozgrywają na nim piłkarze klubu Fujairah SC. Obiekt był jedną z aren piłkarskich Mistrzostw Azji U-19 2012 oraz Mistrzostw Świata U-17 2013.